# Norbert Sinner
Norbert Sinner (5 de abril de 1907 — 9 de novembro de 1945) foi um ciclista luxemburguês.
Competiu na prova individual e por equipes do ciclismo de estrada nos Jogos Olímpicos de 1928, disputadas na cidade de Amsterdã, Países Baixos. Sinner foi executado em 1945 por trabalhar com os nazistas durante a ocupação do Luxemburgo.